# Bafétimbi Gomis

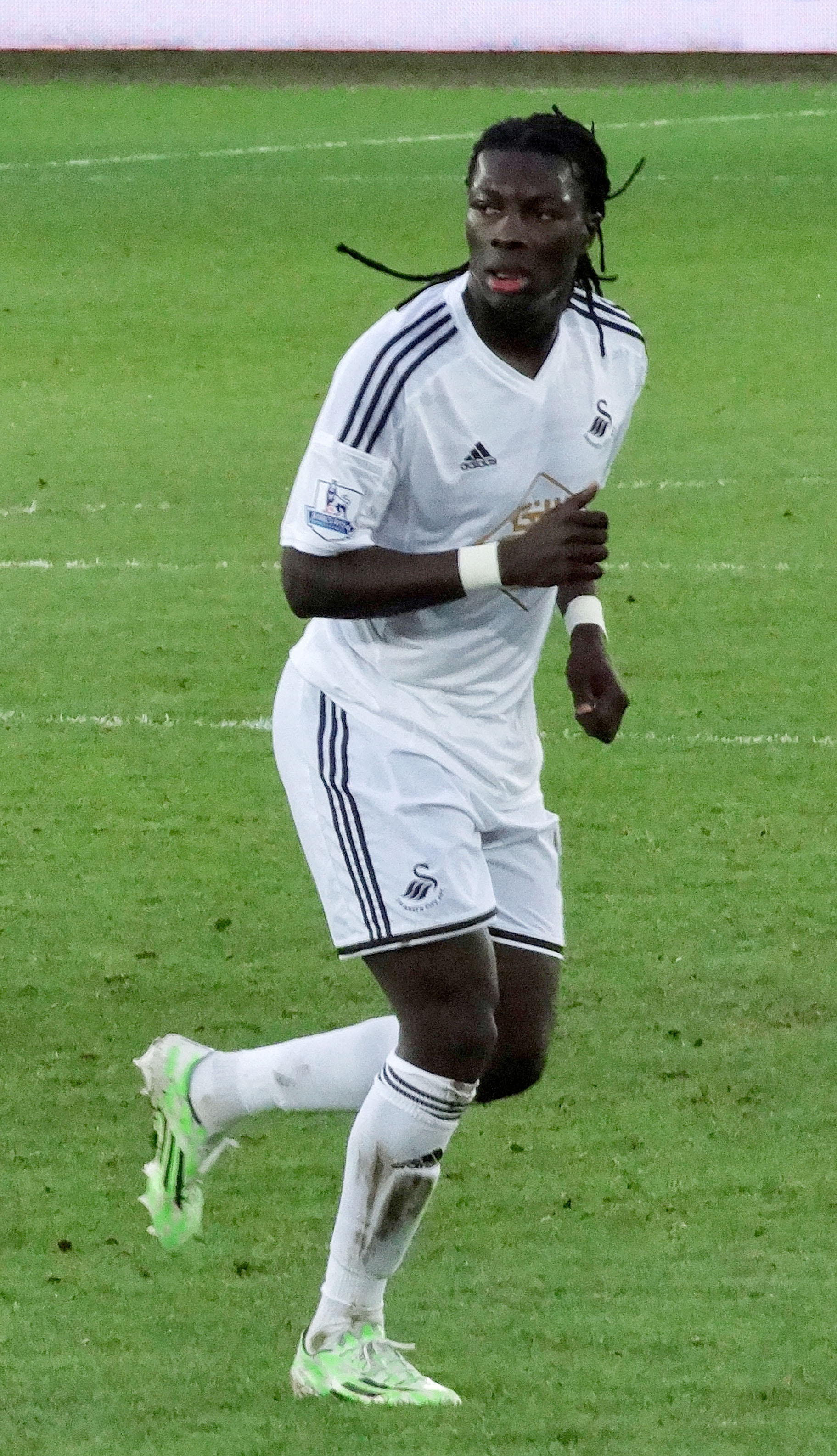
Gomis em 2015 pelo Swansea.

Bafétimbi Gomis mais conhecido como Gomis (La Seyne-sur-Mer, 6 de agosto de 1985) é um ex-futebolista francês que atuava como atacante.

## Carreira
Formado no Saint-Étienne, foi chamado para a equipe principal na temporada de 2004/2005, sendo que saiu por empréstimo para o Troyes, onde marcou 6 golos em 13 jogos.
Em 2009, saiu para o Lyon deixando para trás uma marca de 49 gols em 169 jogos.
Ao serviço do Lyon, cumpriu 5 temporadas, tendo impressionado com uma marca de 95 gols em 244 jogos, sendo apontado como um dos mais promissores jogadores do campeonato francês.
Esta passagem pelo Lyon não passou despercebida, e na temporada de 2014–2015 rumou a Inglaterra para jogar ao serviço do Swansea City.

### Swansea City
No dia 27 de julho de 2014, o Swansea City confirmou a contratação do avançado francês ao Lyon de frança .
Gomis fez a sua estreia na Premier League em agosto de 2014.

## Seleção Francesa
Com 16 anos foi chamado para a equipa Sub-17 França e suas boas exibições valeram uma chamada para a equipe principal da Seleção Francesa de Futebol.
No entanto, realizou apenas 12 jogos pela selecção francesa, tendo marcado apenas 3 gols.

## Títulos
Saint-Étienne
- Campeonato Francês - Segunda Divisão: 2003–04

Olympique Lyonnais
- Copa da França: 2011–12
- Supercopa da França: 2012

Galatasaray
- Campeonato Turco: 2017–18, 2022–23

Al-Hilal
- Liga dos Campeões da AFC: 2019, 2021
- Campeonato Saudita: 2017–18, 2019–20, 2020–21, 2021–22
- Copa do Rei: 2019–20, 2022–23
- Supercopa da Arábia Saudita: 2018, 2021

Seleção Francesa
- Copa do Mundo FIFA Sub-17: 2001